# Here and There
Here and There è un album live dell'artista britannico Elton John, pubblicato il 30 aprile 1976.

## Descrizione
Il titolo si riferisce a due concerti: il primo, Here (letteralmente Qui), riguarda l'esibizione di Elton per beneficenza al Royal Festival Hall di Londra, tenutasi il 18 maggio 1974 (era presente anche la Principessa Margaret d'Inghilterra; all'inizio dell'LP è quindi possibile ascoltare God Save the Queen, l'inno nazionale britannico). Il secondo, There (letteralmente Lì), si riferisce alla famosa performance tenutasi il 28 novembre 1974 al Madison Square Garden di New York (Thanksgiving Concert). Quel giorno John Lennon salì sul palco in quella che sarebbe stata la sua ultima apparizione dal vivo e duettò con Elton in tre brani (Whatever Gets You Thru The Night, Lucy In The Sky With Diamonds e I Saw Her Standing There).
I suddetti pezzi saranno inseriti nella versione rimasterizzata dell'album del 1996, insieme ad una grande quantità di classici tralasciati dall'LP originale del 1976 (l'ultimo pubblicato dalla DJM Records).
Here and There, pubblicato anche sotto altri nomi (Here and Now e London & New York), raggiunse la sesta posizione nel Regno Unito e la quarta negli Stati Uniti.

## Tracce
Tutti i brani sono stati composti dal duo Elton John/Bernie Taupin, tranne dove specificato diversamente.

### LP 1976 e CD

#### Lato A:Here
1. Skyline Pigeon – 4:34
2. Border Song – 3:18
3. Honky Cat – 7:15
4. Love Song (con Lesley Duncan) (Duncan) – 5:25
5. Crocodile Rock – 4:15

#### Lato B:There
1. Funeral for a Friend/Love Lies Bleeding – 11:11
2. Rocket Man (I Think It's Going to Be a Long, Long Time) – 5:13
3. Bennie and the Jets – 6:09
4. Take Me to the Pilot – 5:48

### CD 1996

#### CD 1:Here
1. Skyline Pigeon – 5:41
2. Border Song – 3:27
3. Take Me to the Pilot – 4:33
4. Country Comfort – 6:44
5. Love Song (con Lesley Duncan) (Duncan) – 5:03
6. Bad Side of the Moon – 7:54
7. Burn Down the Mission – 8:25
8. Honky Cat – 7:04
9. Crocodile Rock – 4:08
10. Candle in the Wind – 3:57
11. Your Song – 4:07
12. Saturday Night's Alright for Fighting – 7:09

#### CD 2:There
1. Funeral for a Friend/Love Lies Bleeding – 11:53
2. Rocket Man (I Think It's Going to Be a Long, Long Time) – 5:03
3. Take Me to the Pilot – 6:00
4. Bennie and the Jets – 5:59
5. Grey Seal – 5:27
6. Daniel – 4:06
7. You're So Static – 4:32
8. Whatever Gets You Thru the Night (con John Lennon) (Lennon) – 4:40
9. Lucy in the Sky with Diamonds (con John Lennon) (Lennon, McCartney) – 6:15
10. I Saw Her Standing There (con John Lennon) (Lennon, McCartney) – 3:17
11. Don't Let the Sun Go Down on Me – 5:57
12. Your Song – 3:58
13. The Bitch Is Back – 4:23

## Formazione
- Elton John - voce, pianoforte, tastiere
- Ray Cooper - percussioni, organo in Crocodile Rock
- Lesley Duncan - voce (solo in Love Song)
- Davey Johnstone - chitarra, cori
- John Lennon - chitarra, voce (solo nelle tracce 8-9-10 del CD 2)
- Dee Murray - basso, cori
- Nigel Olsson - batteria, cori

## Classifiche
Album - Billboard (USA)
| Anno | Classifica | Posizione |
| ---- | ---------- | --------- |
| 1976 | Pop Albums | 4         |